# George Joseph Lucas
George Joseph Lucas (ur. 12 czerwca 1949 w Saint Louis, Missouri) – amerykański duchowny katolicki, arcybiskup metropolita Omaha w latach 2009–2025.

## Życiorys
Uczęszczał do Seminarium Przygotowawczego w rodzinnym mieście. Kształcił się następnie w Glennon College, gdzie uzyskał licencjat z filozofii. Dalsze studia podjął w Kenrick-Glennon Seminary. Święcenia kapłańskie otrzymał 24 maja 1975 z rąk ówczesnego metropolity St. Louis kardynała Johna Carberry. Pracował następnie jako wikariusz w kilku parafiach. W latach 1982–1986 podjął dalsze studia na Uniwersytecie w St. Louis, gdzie uzyskał tytuł magistra historii. W tym czasie wykładał również w Seminarium Przygotowawczym w St. Louis. Od roku 1987 był tam dziekanem studiów. W latach 1990–1994 pełnił funkcje kanclerza archidiecezji St. Louis i prywatnego sekretarza ówczesnego zwierzchnika, abpa Johna L. Maya. W kolejnych latach był m.in. wikariuszem generalnym archidiecezji i rektorem swego rodzimego seminarium duchownego. Otrzymał też godność prałata.
19 października 1999 otrzymał nominację na biskupa diecezji Springfield w Illinois. Sakry udzielił mu kardynał Francis George OMI. W Konferencji Biskupów Amerykańskich zasiada w komisjach ds. Katechizmu i Sapientia Christiana. 3 czerwca 2009 został mianowany piątym arcybiskupem metropolitą Omaha w Nebrasce. Ingres do katedry św. Cecylii miał miejsce 22 lipca 2009.
31 marca 2025 papież przyjął jego rezygnację z pełnionego urzędu, złożoną ze względu na wiek.